# Athelges guitarra
Athelges guitarra là một loài chân đều trong họ Bopyridae. Loài này được Giard & Bonnier miêu tả khoa học năm 1890.